# Марія Х. Естебан

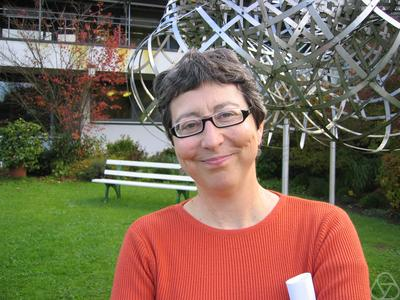
Естебан на семінарі в Обервольфаху 2006 року «Математичні та числові аспекти проблем квантової хімії»

Марія Хесус Естебан (народилася в Алонсотегі, 1956)  — басксько-французька математикиня. У своїх дослідженнях вивчає нелінійні диференціальні рівняння з частинними похідними, в основному за допомогою варіаційних методів із застосуванням у фізиці та квантовій хімії. Вона також працювала над взаємодією рідини та структури.

## Освіта і кар'єра
Після бакалаврату в Університеті Країни Басків (Більбао) захистила докторську дисертацію в Університеті імені П’єра і Марії Кюрі (Париж) під керівництвом П’єра-Луї Ліона. Після дисертації вона стала штатним дослідником у Національному центрі наукових досліджень у Парижі, де зараз обіймає посаду директорки з досліджень. Вона є членом CEREMADE, дослідницького центру Університету Париж-Дофін.

## Адміністративна діяльність
Естебан була президенткою Міжнародної ради з промислової та прикладної математики в 2015–2019 роках, президенткою Товариства промислової та прикладної математики з 2009 по 2012 рік і головою Комітету прикладної математики Європейського математичного товариства в 2012 і 2013 роках. Брала участь у перспективному огляді «Математика та промисловість», який фінансується Європейським науковим фондом, і є однією з ініціаторок європейської мережі промислової математики EU-MATHS-IN. У 2014 і 2015 роках вона була членом комітету з присудження Абелівської премії.

## Визнання
У 2016 році стала членкинею Товариства промислової та прикладної математики «за видатні дослідження диференціальних рівнянь у частинних похідних і за розвиток у галузі прикладної математики на міжнародному рівні». Була запрошеною доповідачкою на Міжнародному конгресі математиків у 2018 році . У 2019 році Естебан отримала премію Товариства з промислової та прикладної математики за видатні заслуги в професії  та стала членкинею Європейської Академії. У 2020 році отримала премію Французької академії наук. У 2021 році отримала медаль Блеза Паскаля з математики Європейської академії наук.

## Основні публікації
- Esteban, M. J.; Lions, P. L. (1982). Existence and non-existence results for semilinear elliptic problems in unbounded domains. Proceedings of the Royal Society of Edinburgh: Section a Mathematics. Cambridge University Press (CUP). 93 (1–2): 1—14. doi:10.1017/s0308210500031607. ISSN 0308-2105.
- Esteban, Maria J.; Lions, Pierre-Louis (1989). Stationary Solutions of Nonlinear Schrödinger Equations with an External Magnetic Field. Partial Differential Equations and the Calculus of Variations. Birkhäuser Boston. doi:10.1007/978-1-4615-9828-2_18. ISBN 978-1-4615-9830-5.
- Desjardins, B.; Esteban, M. J. (1 квітня 1999). Existence of Weak Solutions for the Motion of Rigid Bodies in a Viscous Fluid. Archive for Rational Mechanics and Analysis. Springer Science and Business Media LLC. 146 (1): 59—71. Bibcode:1999ArRMA.146...59D. doi:10.1007/s002050050136. ISSN 0003-9527.
- Desjardins, B; Esteban, M.J (1999). On Weak Solutions for Fluid‐Rigid Structure Interaction: Compressible and Incompressible Models. Communications in Partial Differential Equations. Informa UK Limited. 25 (7–8): 263—285. doi:10.1080/03605300008821553. ISSN 0360-5302.